# 로이테군

로이테군의 위치

로이테군(독일어: Bezirk Reutte)은 오스트리아 티롤주에 위치한 군으로 행정 중심지는 로이테이며 면적은 1,236.37km2, 인구는 31,758명(2012년 기준), 인구 밀도는 26명/km2이다. 남쪽으로는 임스트군, 란데크군, 서쪽으로는 포어아를베르크주 브레겐츠군, 블루덴츠군과 접하며 북쪽으로는 독일 바이에른주와 국경을 접한다.

## 하위 행정 구역
2개 도시, 35개 일반 시를 관할한다.
- 도시
  - 로이테(Reutte)
  - 필스(Vils)
- 일반 시
  - 바흐(Bach)
  - 베르방(Berwang)
  - 비버비어(Biberwier)
  - 비힐바흐(Bichlbach)
  - 브라이텐방(Breitenwang)
  - 엔비힐(Ehenbichl)
  - 에르발트(Ehrwald)
  - 엘비게날프(Elbigenalp)
  - 엘멘(Elmen)
  - 포르하흐(Forchach)
  - 그렌(Grän)
  - 그라마이스(Gramais)
  - 헤젤거(Häselgehr)
  - 하이터방(Heiterwang)
  - 힌터호른바흐(Hinterhornbach)
  - 회펜(Höfen)
  - 홀츠가우(Holzgau)
  - 융홀츠(Jungholz)
  - 카이저스(Kaisers)
  - 레하샤우(Lechaschau)
  - 레르모스(Lermoos)
  - 무자우(Musau)
  - 남로스(Namlos)
  - 네셀벵글레(Nesselwängle)
  - 파플라르(Pfafflar)
  - 플라흐(Pflach)
  - 핀스방(Pinswang)
  - 샤트발트(Schattwald)
  - 슈탄차흐(Stanzach)
  - 슈테크(Steeg)
  - 탄하임(Tannheim)
  - 포어더호른바흐(Vorderhornbach)
  - 벵글레(Wängle)
  - 바이센바흐암레흐(Weißenbach am Lech)
  - 최블렌(Zöblen)